# Troy L. Péwé
Troy Lewis Péwé (* 28. Juni 1918 in Rock Island, Illinois; † 21. Oktober 1999 in Tempe, Arizona) war ein US-amerikanischer Geologe und Glaziologe.

## Leben
Péwé war der Sohn des in Deutschland geborenen Richard D. Péwé (1875–1958) und dessen kanadischer Frau Olga Maria Péwé (geborene Pomrank, 1886–1975). Er graduierte 1940 in seiner Geburtsstadt am Augustana College im Fach Geologie zum Bachelor of Arts, 1942 an der University of Iowa zum Master of Science und schließlich 1952 an der Stanford University zum  Ph.D. In seiner Doktorarbeit hatte er sich mit der Geschichte von Permafrost im Gebiet von Fairbanks in Alaska auseinandergesetzt. 1944 heiratete er Mary Jane Hill (1922–2010), mit der er drei Kinder bekam, darunter zwei Söhne und eine Tochter.
Nach seinem Masterabschluss arbeitete er ab 1943 als ziviler Angestellter bei der US Army in den Disziplinen Kartographie und Luftbildauswertung. In den Sommermonaten der Jahre 1944 und 1945 war er zudem wissenschaftlicher Mitarbeiter am Augustana College. 1946 nahm er eine Lehrtätigkeit im Fachgebiet Geomorphologie an der Stanford University an. In dieser Zeit arbeitete er erstmals mit dem United States Geological Survey zusammen, für den er bis 1958 in der Military Geology Unit tätig war. Danach arbeitete in der Alaskan Geology Branch. Bereits 1954 hatte er eine Professorenstelle für Geologie an der University of Alaska Fairbanks angenommen, dort wurde er 1958 Fakultätsleiter. Von 1958 bis 1959 besuchte Péwé Antarktika und untersuchte große Gebiete des Viktorialands, einschließlich des schließlich nach ihm benannten Lake Péwé. Darüber hinaus ist er Namensgeber für den Péwé Peak, der sich gleichfalls im Viktorialand befindet.
1965 verließ er Alaska und wechselte zur Arizona State University. Dort war er von 1965 bis 1976 Dekan der Fakultät für Geologie und leitete von 1976 bis zu seinem Tod 1999 das Museum für Geologie. 1991 wurde er Ehrendoktor der University of Alaska Fairbanks, die zudem das Troy L. Péwé Climatic Change Permafrost Reserve nach ihm benannte.